# 北京市郊铁路怀柔—密云线
北京市郊铁路怀柔－密云线，又称S5线、俗称怀密线小火车，是在京包客运专线京张段和京通铁路上开行的通勤铁路运输系统。该线路由中華人民共和國北京市西城区北京北站始，途经海淀区、昌平区、怀柔区，至密云区古北口站。该线在电气化前使用NDJ3型柴油动车组开行，2020年9月电气化后改用CRH6F-A型电力动车组开行，服务于怀柔科学城通勤和雁栖湖、青龙峡、云龙涧、古北口等景区的旅游需要，于2017年12月31日开通黄土店、昌平北、怀柔北三站，2019年4月30日开通范各庄（现雁栖湖）、黑山寺、古北口三站。原范各庄火车站由于紧邻雁栖湖国际会议中心，为提升知名度、方便乘客识别，2019年7月15日起更名为雁栖湖站。2019年12月30日，市内始发站迁移至清河站。2020年9月30日，本线南延至北京北站，全长达到144.6公里。为吸引客流，北京城市铁路投资公司（本线运营方）与多家旅行社、旅游景点合作，已推出限时免费体验、主题列车、门票优惠、接驳车等措施。

## 历史
“S5线”最早是一条由北京南站始发的线路，终点位于房山区。但后来由于北京地铁燕房线修建、规划调整等原因，“S5线”最终改走京通铁路前往怀柔区、密云区方向，于2017年12月31日简易通车，每日开行站站停列车2对。2019年4月30日起，怀密线范各庄站（现雁栖湖站）开通并延长至古北口站，开行S503/4（站站停）、S501/2（工作日，不停昌平北、雁栖湖）或S505/6（周末节假日，站站停）两对列车。2019年10月11日起，怀密线每日开行S511/2、S513/4黄土店至怀柔北站站停列车2对，及S501/2、S503/4黄土店至古北口站站停列车2对共4对车。2019年12月30日，本线路始发站迁移至清河站，并加开S515/6、S517/8清河至怀柔北站站停列车2对，S511次取消昌平北站停靠。2020年8月1日至20日，因应京通铁路电气化改造工程（T梁拆换、框构桥顶进封锁施工），怀柔-密云线全线临时停运，进行封闭施工，8月21日恢复运营。2020年9月1日至20日，受电气化改造施工影响，S515/6、S501/2、S512次列车停运。
2020年7月15日首班车起，怀柔-密云线将和城市副中心线、通密线一样，实行自动身份核验检票乘车，北京市政交通一卡通、京津冀互联互通卡因不具备人脸核验功能，将不再支持刷卡乘坐怀密线，乘客可使用市郊铁路一卡通，亿通行App二维码并开通“人码合一”乘车。。8月24日，怀密线电气化后所用CRH6F-A型电力动车组的配色方案公布，车身色带确定为粉色系，这6组车辆于2020年9月下旬陆续到货。2020年9月30日，本线南延至北京北站，全长达到144.6公里。

## 运营

### 票制

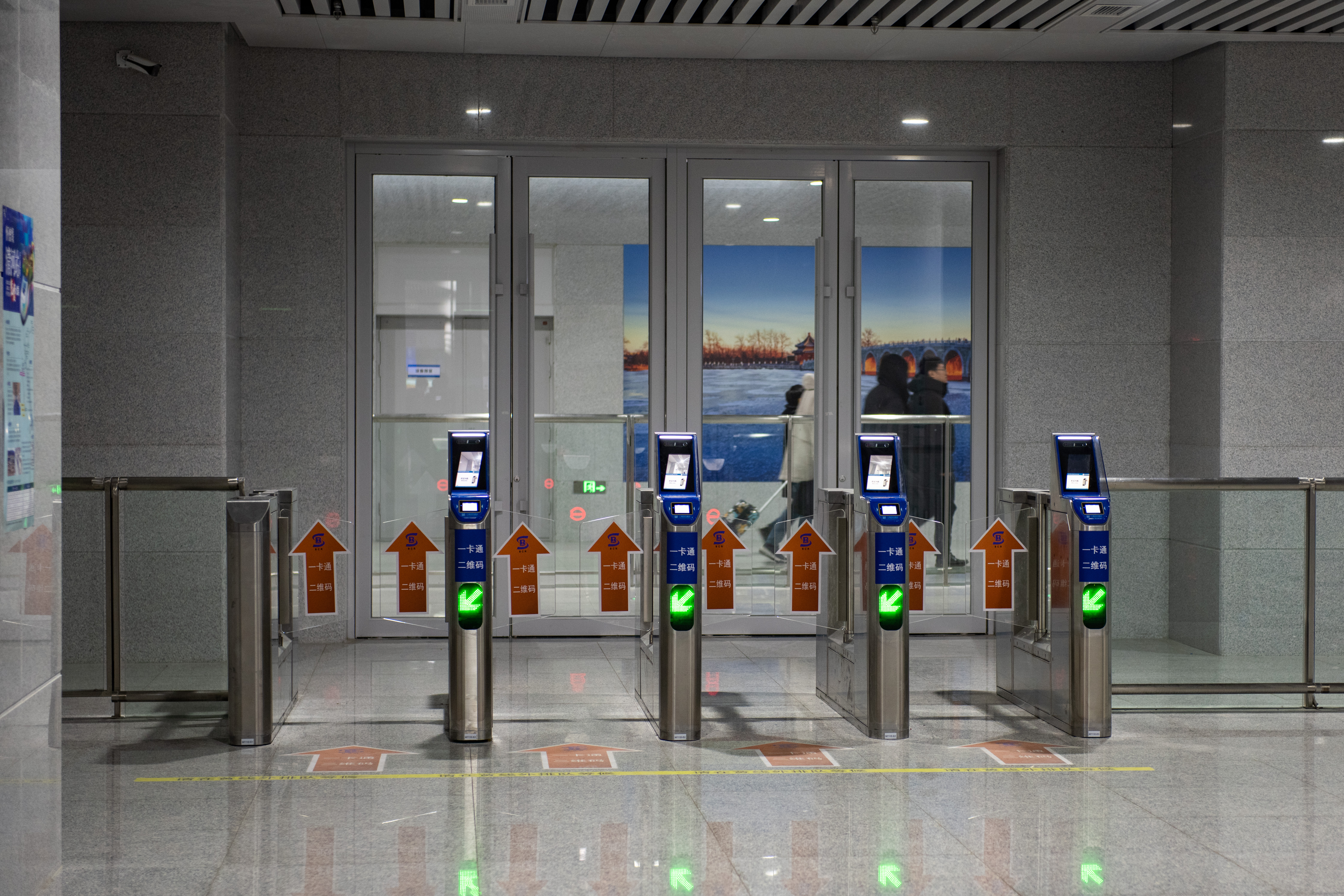
清河站怀密线进站口，闸机设有臉部辨識系統，乘客使用亿通行APP刷码入闸时需进行人脸识别

该线采用与北京轨道交通一致的票制与票价，旅客可使用实名制北京市郊铁路一卡通、中铁银通卡、市郊铁路乘车二维码（由亿通行APP进行人脸核验后生成）、铁路磁质客票或电子票（即可识读的身份证件）进站乘车。铁路单程客票可通过铁路12306网站、客户端、电话、自助售票机和人工窗口实名购买。
| 4  | 清河 |        |        |        |        |        |
| 7  | 6    | 昌平北 |        |        |        |        |
| 9  | 8    | 7      | 雁栖湖 |        |        |        |
| 9  | 9    | 7      | 3      | 怀柔北 |        |        |
| 10 | 9    | 8      | 5      | 5      | 黑山寺 |        |
| 12 | 12   | 10     | 8      | 8      | 7      | 古北口 |

### 乘车
本线全程不对号入座，铁路客票（含电子客票）需实名购买，实行实名制购票乘车。为保障列车运行安全，当验票进站人数达到列车最高载客量时，铁路部门将停止验票上车。

### 车辆
怀密线使用四编组CRH6F-A型电力动车组，配属北京局集团北京北动车运用所，全列定员226人，1号车厢设有残疾人卫生间。该列车为怀密线配有免费无线网络。
| 车厢编号 | 1                      | 2                      | 3                      | 4                      |
| 车型     | ZE 二等座车            | ZE 二等座车            | ZE 二等座车            | ZE 二等座车            |
| 定员     | 48                     | 66                     | 68                     | 44                     |
| 动力配置 | 无动力，带驾驶室（Tc） | 有动力，带受电弓（Mp） | 有动力，带受电弓（Mp） | 无动力，带驾驶室（Tc） |

### 运营时刻表
此表于2023年10月11日起执行。
| 北京北-古北口 | 北京北-古北口 | 北京北-古北口 | 北京北-古北口 | 北京北-古北口 | 北京北-古北口 | 北京北-古北口 | 北京北-古北口 |      | 古北口-北京北 | 古北口-北京北 | 古北口-北京北 | 古北口-北京北 | 古北口-北京北 | 古北口-北京北 | 古北口-北京北 | 古北口-北京北 |
| 车次          | 北京北        | 清河          | 昌平北        | 雁栖湖        | 怀柔北        | 黑山寺        | 古北口        | 车次 | 古北口        | 黑山寺        | 怀柔北        | 雁栖湖        | 昌平北        | 清河          | 北京北        |               |
| S515          | 06:36         | 06:48/50      | -             | 07:53/55      | 08:03         | -             | -             | S522 | -             | -             | 06:25         | 06:32/34      | 07:06/14      | 07:38         | -             |               |
| S501          | 06:55         | 07:07/09      | 07:32/36      | 08:08/10      | 08:18/21      | 08:39/41      | 09:23         | S512 | -             | -             | 07:01         | 07:08/10      | 07:53/59      | 08:21/24      | 08:38         |               |
| S521          | -             | 09:10         | 09:37/41      | 10:13/16      | 10:24         | -             | -             | S524 | -             | -             | 08:31         | 08:38/41      | 09:13/17      | 09:39         | -             |               |
| S511          | 10:03         | 10:15/17      | 10:38/41      | 11:34/37      | 11:44         | -             | -             | S502 | 10:00         | 10:42/44      | 11:02/06      | 11:14/16      | 11:47/50      | 12:13/15      | 12:28         |               |
| S503          | 14:20         | 14:32/34      | 14:55/15:03   | 15:35/37      | 15:45/48      | 16:06/08      | 16:50         | S516 | -             | -             | 11:35         | 11:42/44      | 12:16/20      | 12:42/44      | 12:58         |               |
| S517          | 16:21         | 16:33/35      | 16:57/59      | 17:42/44      | 17:51         | -             | -             | S514 | -             | -             | 16:36         | 16:43/45      | 17:17/19      | 17:41/43      | 17:57         |               |
| S523          | -             | 17:48         | 18:09/12      | 19:13/15      | 19:23         | -             | -             | S504 | 17:20         | 18:02/06      | 18:24/30      | 18:38/41      | 19:12/14      | 19:37/39      | 19:52         |               |
| S513          | 18:15         | 18:27/29      | 18:50/52      | 19:50/54      | 20:02         | -             | -             | S518 | -             | -             | 18:46         | 18:53/55      | 19:27/34      | 19:56/58      | 20:12         |               |

### 客流量
线路乘客以节假日旅游客流为主，但由于早班列车到达北京市区的时间过晚，工作日乘客较少。2020年10月1日至8日国庆节假期期间，怀密线累计发送旅客2.9万人次，日均发送旅客3600余人次。10月3日单日发送旅客4500余人次，创历史新高。2020年10月怀密线延长至北京北站后第一个月，线路日均发送旅客近2300人，与之前相比增长近五倍。延长后一年，怀密线日均客流量相比之前增长4-5倍。最高日客流量达到6000余人次。
2022年，怀密线年旅客发送量42.4万人次，受疫情影响与2021年相比同比下降23.9%。日均旅客发送量0.1万人次。
2022年1-7月怀密线客流量262230人，日均客流1236人。其中雁栖湖站，客流81323人，日均客流667人；怀柔北站，客流80907人，日均客流663人。
| 指标         | 2017年 | 2018年 | 2019年 | 2020年 | 2021年 | 2022年 |
| ------------ | ------ | ------ | ------ | ------ | ------ | ------ |
| 年旅客发送量 | 0.03   | 1.9    | 8.5    | 22.5   | 55.7   | 42.4   |
| 日均发送量   | 0.03   | 0.005  | 0.02   | 0.07   | 0.2    | 0.1    |

## 车站
| 北京市郊铁路怀柔－密云线                                                  |          |                  |                 |                                        |                     |                |          |
| 图片                                                                      | 站名[1]  | 里程[2] （千米） | 站间距 （千米） | 轨道换乘                               | 行政区 区内里程     | 开通日期       | 站场规模 |
|                                                                           | 北京北站 | 0                | 0               | 地铁西直门站 （2413） 京张城际铁路     | 北京市西城区 ? km   | 2020年9月30日  | 6台11线  |
|                                                                           | 清河站   | 11               | 11              | 地铁清河站（13昌平） 京张城际铁路      | 北京市海淀区 4.7km  | 2019年12月30日 | 4台8线   |
|                                                                           | 昌平北站 | 38               | 27              | 京通铁路                               | 北京市昌平区 46.1km | 2017年12月31日 | 2台4线   |
|                                                                           | 雁栖湖站 | 83               | 45              | 京通铁路 怀范铁路 通密线（怀柔北支线） | 北京市怀柔区 32km   | 2019年4月30日  | 2台4线   |
|                                                                           | 怀柔北站 | 88               | 5               | 京通铁路 怀范铁路 通密线（怀柔北支线） | 北京市怀柔区 32km   | 2017年12月31日 | 2台9线   |
|                                                                           | 黑山寺站 | 103              | 15              | 京通铁路                               | 北京市密云区 50.6km | 2019年4月30日  | 1台3线   |
|                                                                           | 古北口站 | 145              | 42              | 京通铁路                               | 北京市密云区 50.6km | 2019年4月30日  | 2台3线   |
| 注释                                                                      |          |                  |                 |                                        |                     |                |          |
| 1 粗体标示的车站为已启用的轨道换乘车站。 2 里程为自北京北站起的运价里程。 |          |                  |                 |                                        |                     |                |          |

## 既有设施改造
京投旗下北京城市铁路投资发展公司为配合市郊铁路怀柔-密云线的建设，于2017年中获批购买3组NDJ3型柴油动车组和14辆中国铁路25DT型客车，同时改造既有线路（工程见下表）满足了本线运营的需要。2020年3月，京投再次获批进行怀密线引入北京北站工程建设，利用京包客运专线京张段清河站至北京北站段线路约11公里引入北京北站，项目内容包括购置四编组时速160公里动力分散动车组6组（即CRH6F-A），在北京北站设置相关旅客服务设施和标识等。